# Partito Nazionale Contadino Cristiano Democratico
Il Partito Nazionale Contadino Cristiano Democratico (in romeno Partidul Naţional Ţărănesc Creştin Democrat, PNŢ-CD) è un partito politico rumeno, attivo dal dicembre 1989.
Esso si presenta come erede del precedente Partito Nazionale Contadino, sorto nel 1926 e dissoltosi nel 1947.
Nel marzo 2005 si è fuso con l'Unione per la Ricostruzione della Romania ed ha cambiato nome in Partito Popolare Cristiano Democratico. A breve ha comunque ripreso l'attuale denominazione.
In sede europea è appartenuto al Partito Popolare Europeo dal 1987 fino alla sua espulsione nel giugno 2017. Il partito si è unito al Movimento Politico Cristiano Europeo nel febbraio 2020.
Il partito, fondato da Corneliu Coposu, fu il primo soggetto politico registrato ufficialmente dopo la caduta del comunismo, seguita alla rivoluzione rumena del 1989.

## Presidenti
- Corneliu Coposu (1990–1995)
- Ion Diaconescu (1995–2000)
- Constantin Dudu Ionescu (2000–2001, ad interim)[9]
- Andrei Marga (2001)[9]
- Victor Ciorbea (2001–2004)[9][10]
- Gheorghe Ciuhandu (2004–2007)
- Marian Petre Miluț (2007–2011)
- Aurelian Pavelescu (Dal 2011)

La sede del partito
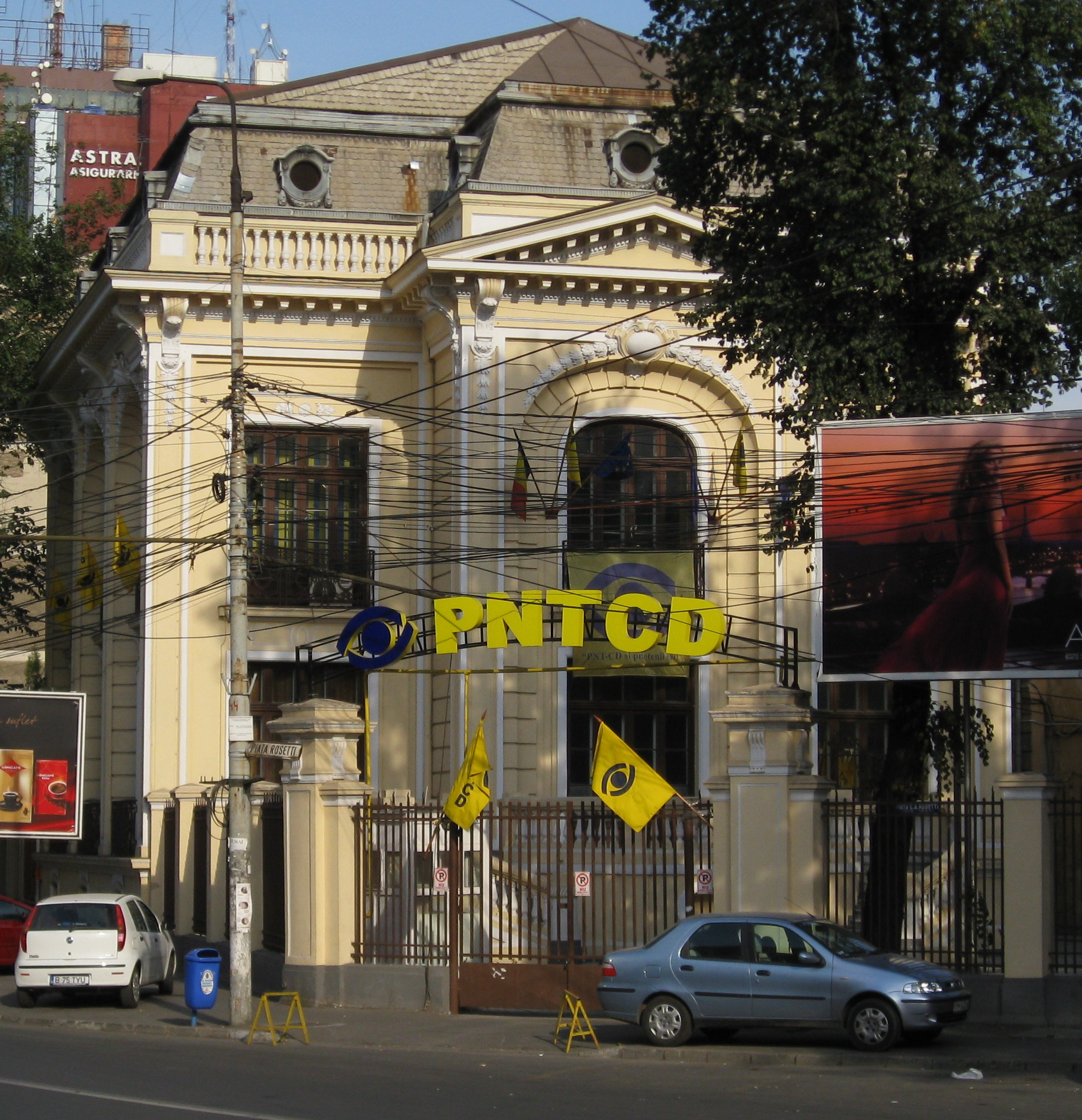
Nel 2008
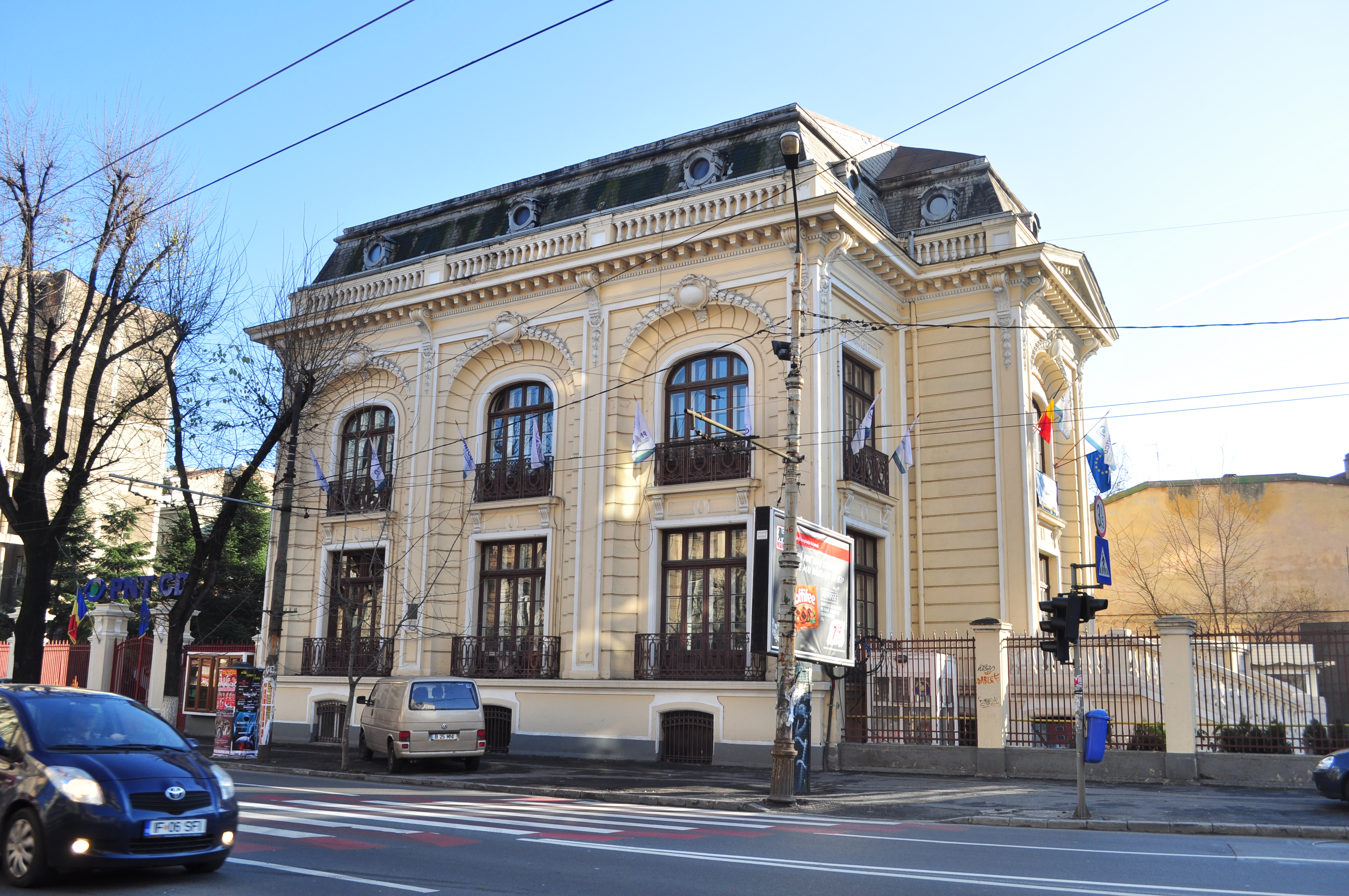
Nel 2014
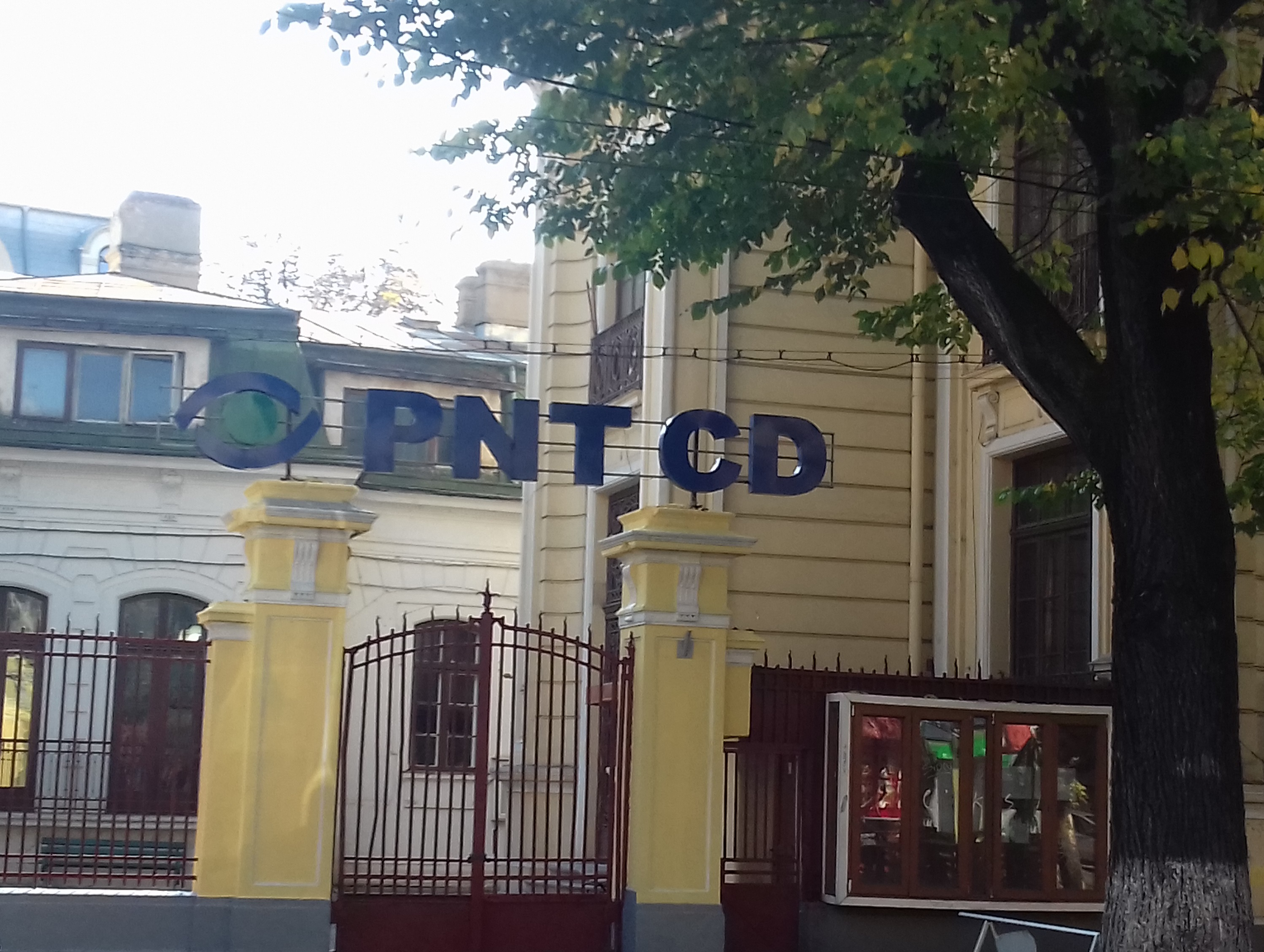
nel 2017

## Nelle istituzioni

### Presidenti della Repubblica
- Emil Constantinescu (1996–2000)

### Primi ministri
- Victor Ciorbea (1996–1998)
- Radu Vasile (1998–1999)

### Presidenti della Camera
- Ion Diaconescu (1996–2000)

### Governi
- Governo Ciorbea (1996–1998)
- Governo Vasile (1998–1999)
- Governo Isărescu (1999–2000)

### Collocazione parlamentare
- Opposizione (1990–1996)

Governo Roman II, Governo Roman III, Governo Stolojan, Governo Văcăroiu
- Maggioranza (1996–2000)

Governo Ciorbea, Governo Vasile, Governo Isărescu
- Opposizione extraparlamentare (2000–2012)

Governo Năstase, Governo Tăriceanu I, Governo Tăriceanu II, Governo Boc I, Governo Boc II, Governo Ungureanu
- Opposizione (2012–2016)

Governo Ponta I, Governo Ponta II, Governo Ponta III, Governo Ponta IV, Governo Cioloș
- Opposizione extraparlamentare (2017–)

Governo Grindeanu, Governo Tudose

## Risultati elettorali
| Elezione          | Elezione          | Voti      | %     | Seggi    |
| ----------------- | ----------------- | --------- | ----- | -------- |
| Parlamentari 1990 | Camera            | 351.357   | 2,56  | 12 / 396 |
| Parlamentari 1990 | Senato            | 341.478   | 2,45  | 1 / 119  |
| Parlamentari 1992 | Camera            | 2.170.289 | 20,04 | 41 / 341 |
| Parlamentari 1992 | Senato            | 2.210.722 | 20,16 | 21 / 143 |
| Parlamentari 1996 | Camera            | 3.692.321 | 30,16 | 83 / 343 |
| Parlamentari 1996 | Senato            | 3.772.084 | 30,7  | 27 / 143 |
| Parlamentari 2000 | Camera            | 546.135   | 5,04  | 0 / 345  |
| Parlamentari 2000 | Senato            | 575.706   | 5,29  | 0 / 140  |
| Parlamentari 2004 | Camera            | 188.268   | 1,9   | 0 / 332  |
| Parlamentari 2004 | Senato            | 196.027   | 1,9   | 0 / 137  |
| Europee 2007      | Europee 2007      | 71.001    | 1,38  | 0 / 35   |
| Parlamentari 2008 | Parlamentari 2008 | N.D.      | N.D.  | N.D.     |
| Europee 2009      | Europee 2009      | 70.428    | 1,45  | 0 / 33   |
| Parlamentari 2012 | Camera            | 1.219.973 | 16,52 | 1 / 412  |
| Parlamentari 2012 | Senato            | 1.236.144 | 16,72 | 1 / 176  |
| Europee 2014      | Europee 2014      | 49.978    | 0,89  | 0 / 32   |
| Parlamentari 2016 | Parlamentari 2016 | N.D.      | N.D.  | N.D.     |
| Parlamentari 2020 | Parlamentari 2020 | N.D.      | N.D.  | N.D.     |
| 1. 2. 3. 4.       |                   |           |       |          |

| Elezione           | Elezione | Candidato           | Voti      | %     | Esito                |
| ------------------ | -------- | ------------------- | --------- | ----- | -------------------- |
| Presidenziali 1990 | I turno  | Ion Rațiu           | 617.007   | 4,39  | ❌ Non eletta/o (3º) |
| Presidenziali 1992 | I turno  | Emil Constantinescu | 3.717.006 | 31,24 | ❌ Non eletta/o (2º) |
| Presidenziali 1992 | II turno | Emil Constantinescu | 4.641.207 | 38,47 | ❌ Non eletta/o (2º) |
| Presidenziali 1996 | I turno  | Emil Constantinescu | 3.569.941 | 28,22 | ✔️ Eletta/o          |
| Presidenziali 1996 | II turno | Emil Constantinescu | 7.057.906 | 54,41 | ✔️ Eletta/o          |
| Presidenziali 2000 | I turno  | Mugur Isărescu      | 1.069.462 | 9,54  | ❌ Non eletta/o (4º) |
| Presidenziali 2004 | I turno  | Gheorghe Ciuhandu   | 198.394   | 1,9   | ❌ Non eletta/o (5º) |
| Presidenziali 2014 | I turno  | Elena Udrea         | 493.376   | 5,2   | ❌ Non eletta/o (4º) |
| 1. 2.              |          |                     |           |       |                      |